# LATTES
LATTES-1 es un satélite científico brasileño desarrollado por el Instituto Nacional de Investigaciones Espaciales (INPE), con una masa de 500 kg para misiones de monitoreo de clima espacial y medición de rayos X y rayos gamma. Actualmente el proyecto se encuentra suspendido.